# أرنولد كوستر
أرنولد كوستر (بالهولندية: Arnold Coster)‏ هو متسلق الجبال هولندي، ولد في 17 مايو 1976.